# Borowy Młyn (powiat bytowski)
Borowy Młyn (dawniej Prądzyński Młyn, Borowe; kaszub. Bòrowi Młin; niem. Heidemühl, dawniej Borowo) – wieś w północnej Polsce, w województwie pomorskim, w powiecie bytowskim, w gminie Lipnica. Położona na Równinie Charzykowskiej, w regionie Kaszub zwanym Gochami.
Wieś jest siedzibą sołectwa Borowy Młyn, w którego skład wchodzą również miejscowości Buksewo, Bydgoszcz, Dębowo, Katarzynki, Klasztor, Kobyle Góry, Rosocha, Smolne, Stary Most, Upiłka, Wieczywno, Wierzchocina i Zgnity Most.
Na zachód od miejscowości znajduje się jezioro Gwiazdy. W Borowym Młynie znajduje się jednostka Ochotniczej Straży Pożarnej.
Wieś królewska starostwa człuchowskiego w województwie pomorskim w drugiej połowie XVI wieku.

## Historia

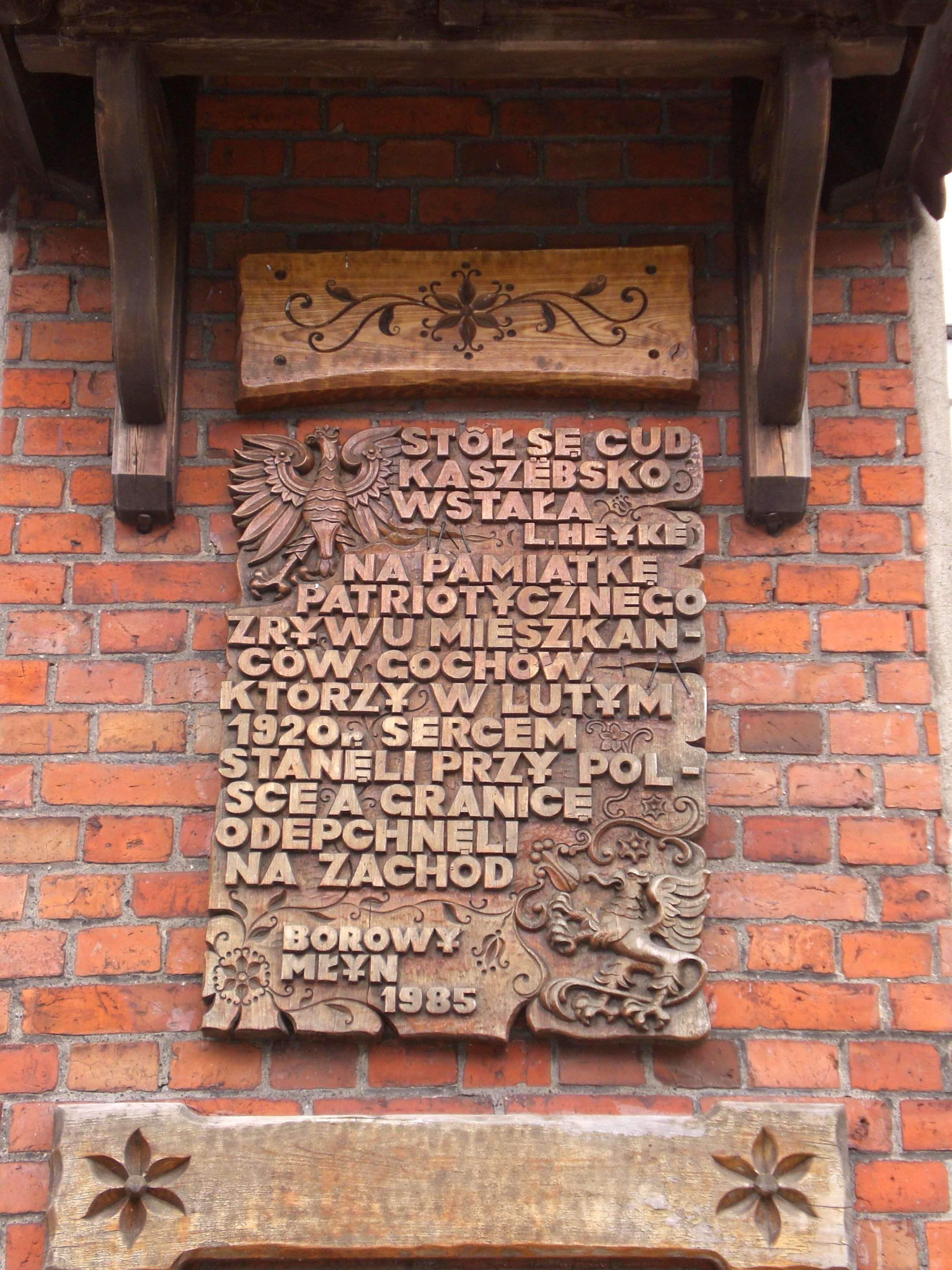
Tablica upamiętniająca fakt przesunięcia granicy

Do 1919 roku miejscowość znajdowała się pod administracją zaboru pruskiego. Z tym okresem związany jest epizod walki o granice. Traktat wersalski pozostawiał okolice na zachód od Borowego Młyna po stronie Niemiec, sprzeciwiła się temu jednak zdecydowanie i masowo miejscowa ludność (tzw. wojna palikowa), skutkiem czego tereny te wróciły do Polski. W 1985 r. na budynku szkolnym w Borowym Młynie umieszczono tablicę upamiętniająca fakt przesunięcia granicy.
W latach 1954–1961 wieś należała i była siedzibą władz gromady Borowy Młyn, po jej zniesieniu w gromadzie Brzeźno Szlacheckie. W okresie 20-lecia międzywojennego miejscowość należała administracyjnie do ówczesnego powiatu chojnickiego, a w latach 1975–1998 – do województwa słupskiego.

## Zabytki
Według rejestru zabytków NID na listę zabytków wpisany jest kościół parafialny pw. Świętego Ducha, 1914-16, nr rej.: A/378/S z 28.06.2000.